# 더 로열 익스프레스
더 로열 익스프레스 (는 도쿄 급행 전철 (도큐), 동일본 여객 철도 (JR 동일본) · 이즈 급행 이 운영하는 단체 임시 열차 이다 .